# البينتس
البينوتس (بالإنجليزية: The Peanuts Movie) (ويعرف في بعض البلدان بسنوبي وتشارلي براون: البينوتس (بالإنجليزية: Snoopy and Charlie Brown: The Peanuts Movie) هو فيلم رسوم متحركة ثلاثي الأبعاد أمريكي تم في 6 نوفمبر 2015 ،وهو من إنتاج استديوهات بلو سكاي وتوزيع تونتيث سينتشوري فوكس، وقصة الفيلم مبنية على القصة المصورة بينوتس وألتي هي من تأليف تشارلز شولز، والفيلم من إخراج ستيف مارتينو وتأليف كرايغ وبراين شولز وكورنيليوس أوليانو، ومن بطولة نوح شناب وتشارلي براون، إحتل الفيلم فور صدوره المراكز الأولى لأكثر الأفلام ربحاً.

## روابط خارجية
- البينتس على موقع IMDb (الإنجليزية)
- البينتس على موقع ميتاكريتيك (الإنجليزية)
- البينتس على موقع الموسوعة البريطانية (الإنجليزية)
- البينتس على موقع روتن توميتوز (الإنجليزية)
- البينتس على موقع نتفليكس (الإنجليزية)
- البينتس على موقع ألو سيني (الفرنسية)
- البينتس على موقع Turner Classic Movies (الإنجليزية)
- البينتس على موقع أول موفي (الإنجليزية)
- البينتس على موقع بوكس أوفيس موجو (الإنجليزية)
- البينتس على موقع فيلمافينيتي (الإسبانية)